# Comando Espacial da Força Aérea
O Comando de Operações Espaciais (SpOC) é o comando de campo de operações espaciais, operações cibernéticas e inteligência da Força Espacial dos Estados Unidos. Com sede na Base da Força Espacial de Peterson, Colorado, consiste em seus deltas de missão e comandos de guarnição.
Foi estabelecido em 1 de setembro de 1982 como Comando Espacial (SPACECOM), o primeiro comando espacial dedicado nas Forças Armadas dos Estados Unidos. Em 15 de novembro de 1985, foi renomeado para Comando Espacial da Força Aérea (AFSPC ou AFSPACECOM) para distingui-lo do Comando Espacial dos EUA, Comando Espacial Naval e Comando Espacial do Exército. Em 20 de dezembro de 2019, após o estabelecimento da Força Espacial dos Estados Unidos como um serviço independente, o Comando Espacial da Força Aérea também foi redesignado como Força Espacial dos Estados Unidos (USSF) e serviu como sede transitória do novo serviço, mas permaneceu um componente da Força Aérea dos EUA. Em 21 de outubro de 2020, a Força Espacial dos Estados Unidos foi redesignada como Comando de Operações Espaciais e oficialmente transferida de um comando principal da Força Aérea dos EUA para um comando de campo da Força Espacial dos EUA.